# Franklinville
Franklinville es un pueblo ubicado en el condado de Randolph y en el estado estadounidense de Carolina del Norte. La localidad en el año 2000, tenía una población de 1.258 habitantes en una superficie de 3.2 km², con una densidad poblacional de 394.3 personas por km².

## Geografía
Franklinville se encuentra ubicado en las coordenadas 35°44′40″N 79°41′30″O / 35.74444, -79.69167. Según la Oficina del Censo, la localidad tiene un área total de 3,2 km² (1,2 mi²), de la cual 3,2 km² (1,2 mi²) es tierra y 0 km² (0 mi²) (0.80%) es agua.

### Localidades adyacentes
El siguiente diagrama muestra a las localidades en un radio de 16 kilómetros (9,9 mi) de Franklinville.

## Demografía
En el 2000 la renta per cápita promedia del hogar era de $29.390, y el ingreso promedio para una familia era de $32.679. El ingreso per cápita para la localidad era de $13.352. En 2000 los hombres tenían un ingreso per cápita de $26.141 contra $16.364 para las mujeres. Alrededor del 19.80% de la población estaba bajo el umbral de pobreza nacional.